# Helena Leiva de Holst
Helena Leiva de Holst (Santa Cruz de Yojoa, 5 de octubre de 1897-San Pedro Sula, 23 de agosto de 1978) fue una socialista que viajó a China y a la Unión Soviética para estudiar marxismo. Su política izquierdista la llevó de exilio a Guatemala, donde participó en causas feministas. En la década de 1950, Che Guevara vivió con ella y le dedicó parte de su poesía. Cuando el golpe de Estado patrocinado por United Fruit derrocó al presidente guatemalteco Jacobo Árbenz, Leiva fue exiliada a México. Finalmente pudo regresar a Honduras a fines de la década de 1960.

## Biografía
Leiva Ferrera nació el 5 de octubre de 1897 en Santa Cruz de Yojoa, Departamento de Cortés (Honduras), es hija de Emilio Leiva y Florinda Ferrera. Leiva era la nieta del presidente hondureño Ponciano Leiva. Cuando era niña, se mudó a San Pedro Sula para sus estudios y fue allí donde se casó con el empresario alemán, Henry Holst. Debido a sus opiniones políticas de izquierda, Leiva se vio obligada a exiliarse en Guatemala. Leiva había viajado tanto a China como a la Unión Soviética para estudiar marxismo y, además, apoyaba las causas feministas, asistiendo al Primer Congreso Interamericano de Mujeres celebrado en la Ciudad de Guatemala en 1947. También fue una de las líderes de la Alianza de Mujeres.
Leiva continuó con sus actividades de izquierda, proporcionando alojamiento para el Che Guevara, quien fue tan cautivado como ella que describía su filosofía como "cercana al comunismo" y le dedicó un poema de 1954, "Invitación al camino". A mediados de julio de 1954, fue arrestada durante el golpe de Estado de United Fruit contra el presidente guatemalteco Jacobo Árbenz y fue exiliada en México. Después de muchos años de vivir en el exilio, finalmente pudo regresar a su hogar y vivió en San Pedro Sula por el resto de su vida.
Helena Leiva falleció el 23 de agosto de 1978 en San Pedro Sula, departamento de Cortés, Honduras.